# 18301 Konyukhov
18301 Konyukhov este un asteroid din centura principală de asteroizi.

## Descriere
18301 Konyukhov este un asteroid din centura principală de asteroizi. A fost descoperit pe 27 august 1979 la Observatorul de Astrofizică din Crimeea de Nikolai Cernîh. Asteroidul prezintă o orbită caracterizată de o semiaxă mare de 2,25 ua, o excentricitate de 0,18 și o înclinație de 3,2° în raport cu ecliptica.